# Almamy Sogoba
Ousmane Coulibaly (ur. 3 września 1987) – piłkarz malijski grający na pozycji bramkarza. Jest zawodnikiem klubu Real Bamako.

## Kariera klubowa
Coulibaly jest zawodnikiem klubu Real Bamako. W 2010 roku zdobył z nim Puchar Mali.

## Kariera reprezentacyjna
W 2012 Sogoba został powołany do reprezentacji Mali na Puchar Narodów Afryki 2012.